# جوليان بليس
جوليان بليس (بالإنجليزية: Julian Bliss)‏ هو عازف كلارينيت بريطاني، ولد في 1989 في Harpenden ‏ في المملكة المتحدة.

## وصلات خارجية
- الموقع الرسمي
- جوليان بليس على موقع ميوزك برينز (الإنجليزية)
- جوليان بليس على موقع أول ميوزيك (الإنجليزية)
- جوليان بليس على موقع ديسكوغز (الإنجليزية)